# Lucien Vlaemynck
Lucien Vlaemynck (Izenberge, Alveringem, 19 de agosto de 1914 - Ledegem, 14 de junio de 1994) fue un ciclista belga que fue profesional entre 1934 y 1949 en qué consiguió 16 victorias. Su victoria más importante fue el Tour de Luxemburgo de 1938. En 1939 finalizó tercero en el Tour de Francia.

## Palmarés
1936
- 1 etapa del Tour del Norte

1938
- Tour de Luxemburgo

1939
- 1 etapa de la Tour de Luxemburgo

1942
- 3º en el Campeonato de Bélgica en Ruta

## Resultados en las Grandes Vueltas y Campeonatos del Mundo
| Carrera         | 1935 | 1936 | 1937 | 1938 | 1939 | 1940 | 1941 | 1942 | 1943 | 1944 | 1945 | 1946 | 1947 | 1948 | 1949 |
| --------------- | ---- | ---- | ---- | ---- | ---- | ---- | ---- | ---- | ---- | ---- | ---- | ---- | ---- | ---- | ---- |
| Giro de Italia  | -    | -    | -    | -    | -    | -    | X    | X    | X    | X    | X    | -    | Ab.  | -    | -    |
| Tour de Francia | -    | -    | -    | -    | 3º   | X    | X    | X    | X    | X    | X    | X    | -    | -    | -    |
| Vuelta a España | -    | -    | X    | X    | X    | X    | -    | -    | X    | X    | -    | -    | -    | -    | X    |
| Mundial en Ruta | -    | -    | -    | -    | X    | X    | X    | X    | X    | X    | X    | -    | -    | -    | -    |

-: no participa 

Ab.: abandono 